# Aulotandra
Aulotandra là một chi thực vật có hoa thuộc họ Zingiberaceae. Trong nghiên cứu phát sinh chủng loài năm 2002, dù không đưa chi này vào phân tích nhưng Kress và các đồng nghiệp vẫn tạm thời xếp nó trong tông Alpinieae của phân họ Alpinioideae, trên cơ sở hình thái học và giống như cách sắp xếp truyền thống của A. Rich (1841).
Nghiên cứu năm 2003 của David et al. cho thấy nó có quan hệ họ hàng gần với Siphonochilus, một chi với khoảng 10 loài ở vùng nhiệt đới châu Phi, chứ không có quan hệ họ hàng gần với các chi trong tông Alpinieae. Vì thế, nó được xếp cùng Siphonochilus trong phân họ Siphonochiloideae.

## Các loài
Tại thời điểm năm 2020 người ta công nhận 6 loài trong chi này, với 5 loài đặc hữu Madagascar và 1 loài đặc hữu Cameroon.
- Aulotandra angustifolia H.Perrier, 1939 - Madagascar.
- Aulotandra humbertii H.Perrier, 1939 - Madagascar.
- Aulotandra kamerunensis Loes., 1909 - Cameroon.
- Aulotandra madagascariensis Gagnep., 1902 - Madagascar.
- Aulotandra trialata H.Perrier, 1939 - Madagascar.
- Aulotandra trigonocarpa H.Perrier, 1939 - Madagascar.